# Автошлях Н 15
Автошлях Н 15 — автомобільний шлях національного значення на території України. Пролягає територією Запорізької, Дніпропетровської та Донецької областей.
Починається в Запоріжжі, проходить через Вільнянськ, Новомиколаївку, Покровське, Курахове та закінчується у  Донецьку.

## Загальна довжина
Протяжність автошляху Запоріжжя — Донецьк складає 210,4 км.

## Сучасність
Через Війну на Сході України рух автошляхом залишається частково заблокованим.